# 未來的碎片
『未來的碎片』是ASIAN KUNG-FU GENERATION首張發表的單曲。

## 解説
是AKG在主流市場出道後首張發表的單曲。雖然於2003年以Copy Control CD形式發行，但在2004年前已成了絕版。於2004年6月21日以CDDA形式再度發行。收錄的3首歌曲也是從地下樂團出道後於山中湖舉行的首次露營中製作出來的歌曲。

## 收錄曲
1. （未來的碎片）
  - TBS電視台『Under CDTV』8月份主題曲。跟「君繋ファイブエム」中的收錄次序相同，在Live的時候大多也接著「フラッシュバック（Flash back）」演唱。
2. （Entrance）
  - 團員自己對歌曲的完成度十分滿意，曾說「把歌曲收錄在專輯內吧」不過不知為何卻變成了第1張單曲的B面，因而沒有被收錄在「君繋ファイブエム」。後藤說這首歌正常來說是一首即使是單曲也不足為奇的開頭曲。
3. （而那原因）
  - 也收錄於「君繋ファイブエム」內。也因如此而未被收錄於フィードバックファイル。